# 濡女子
濡女子（ぬれおなご）は、四国や九州に伝わる妖怪。
忽那諸島の怒和島や二神島では、海から現れ、名前の通り髪が濡れているという。愛媛県宇和地方では海から現れるとはいわれていないが、髪が洗いざらしで濡れているという。同じく愛媛の大洲市菅田町では、びしょ濡れの全身に木の葉を纏っていたという。長崎県の壱岐島では海や沼から全身ずぶ濡れの姿で現れ、対馬南部では雨の降る夜に濡れた姿で現れるといわれ、これらはどちらも濡女と同じものと考えられている。
人を見ると笑いかけてきて、人が笑い返すと一生付きまとう。愛媛の鬼北町や三間町（現・宇和島市）では、「やかましい」と言うと消えてしまうともいう。
また妖怪漫画家・水木しげるの著書などには、宇和島地方の妖怪・濡女子の別名として針女があり、乱れ髪の女が通りがかりの男に笑いかけ、笑い返した男に取り憑くというが、妖怪研究家・村上健司は、水木が濡女子の特徴を強調した上で「針女」と命名したものと推測している。